# Haciendas la Herradura
Haciendas la Herradura är en ort i Mexiko.   Den ligger i kommunen Zapopan och delstaten Jalisco, i den centrala delen av landet, 500 km väster om huvudstaden Mexico City. Haciendas la Herradura ligger 1 567 meter över havet och antalet invånare är 110.
Terrängen runt Haciendas la Herradura är kuperad åt nordost, men åt sydväst är den platt. Runt Haciendas la Herradura är det mycket tätbefolkat, med 1 095 invånare per kvadratkilometer. Närmaste större samhälle är Tala, 16,3 km sydväst om Haciendas la Herradura. I omgivningarna runt Haciendas la Herradura växer huvudsakligen savannskog.